# فناوری فضایی

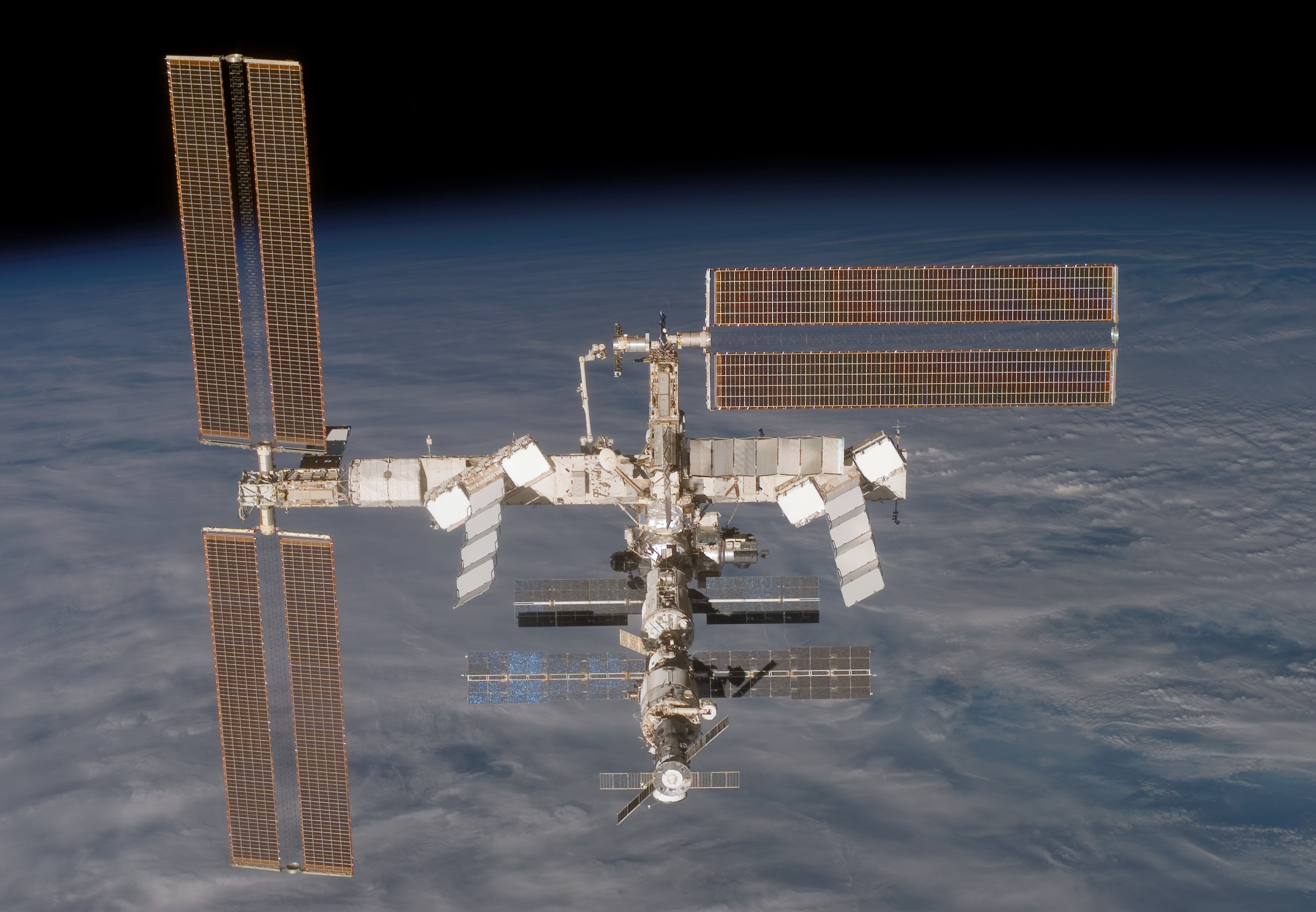
نمونه ای از فناوری فضایی (ایستگاه فضایی)

فناوری فضایی به نتیجه ترکیب دانش‌، مهارت و تکنیک جهت ساخت تجهیزات متنوع گفته می‌شود که برای مطالعه و بررسی فضا، ارتباطات فضایی، فعالیت‌های فضانوردی و فعالیت های مرتبط به کار می‌روند. شناخت فضای پیرامون، اعزام انسان به فضا، شاتل، ایستگاه‌های فضایی، موشک، ماهواره برخی از شاخه‌های فناوری فضایی محسوب می‌شوند.
فضای بیرونی که کل دنیا مِنهای کره‌زمین است و به آن هستی نیز گفته می شود چنان محیط ناشناخته‌ای است که تلاش برای کار با آن، به‌ناچار انسان را به‌سمت تکنیک‌ها و دانش‌های پیشرو سوق می‌دهد. اغلب فناوری‌های جدیدی که از فعالیت‌های مرتبط با فضا سرچشمه گرفته یا بر اثر آن‌ها شتاب پیدا کرده‌اند، بعداً در فعالیت‌های اقتصادی دیگر، مورد بهره‌برداری قرار می‌گیرند.
مدافعان و علاقه‌مندان فضا که از سرمایه‌گذاری صندوق‌های دولتی در فعالیت‌ها برنامه‌های فضایی طرفداری می‌کنند، به‌طور گسترده‌ای به این قضیه به‌عنوان یک محور و نقطه اتکای مفید اشاره نموده‌اند. رقبای سیاسی در پاسخ استدلال می‌کنند که اگر آن فناوری‌های خاص مفید هستند، خیلی ارزان‌تر می‌شد آن‌ها را مستقیماً توسعه داد و این توجیه برای هزینه‌های عمومی بر روی تحقیقات مرتبط با فضا را به باد تمسخر می‌گیرند.
به‌عنوان مثال رایانه‌ها و دورسنجی، زمانی فناوری‌های پیشرو بودند که ممکن بود به‌دلیل ضرورتشان برای بالابرنده‌ها و فضاپیماها، به‌عنوان فناوری فضایی در نظر گرفته شوند. آن‌ها قبل از مسابقه فضایی در دوران جنگ سرد وجود داشتند ولی پیشرفت آنها، به‌نحو گسترده‌ای برای رفع نیازهای برنامه‌های فضایی دو ابرقدرت، سرعت گرفت. هرچند این تکنیک‌ها و ابزارها هنوز هم امروز به‌کار می‌روند، کاربردهای رایج‌تری مانند نظارت بر حال بیماران از راه دور (از طریق دورسنجی)، آبیاری گیاهان، بررسی وضعیت بزرگراه‌ها و غیره دارند و استفاده گسترده از رایانه‌ها، از نظر کمیت و تنوع، از کاربردهای فضایی آن‌ها فراتر رفته‌است.

## گذشته، حال و آینده
فناوری فضایی دوره آغازین عصر فضا را می‌توان در فناوری ساخت و پرتاب موشک‌های فضایی، ماهواره‌ها و کاوشگرهای سیاره‌ای، تصویربرداری دیجیتالی، طراحی و توسعه سنسورها و حسگرهای فضایی، سفرهای بین سیاره‌ای، مواد جدید، سفر انسان به فضا و بسیاری موضوعات خرد و درشت دیگر خلاصه کرد.
امروزه اما فناوری فضایی در حوزه‌هایی مانند ناوبری فضایی، بهینه‌سازی سیستم‌ها، زیرسیستم‌های کوچکتر و سبک‌تر و کارآمدتر، موتورهای فضایی جدیدتر، انرژیهای نو در فضا، پسماندهای فضایی (زباله‌های مداری) و گردشگری فضایی حرفهای جدیدی برای زدن دارد.
پیش‌بینی‌ها نشان می‌دهد که فناوری فضایی در آینده راه به معدن‌کاری فضایی، موشک‌های فضایی تک مرحله‌ای، فناوری استفاده پاک‌تر از فضا برای جلوگیری از تولید پسماندهای فضایی، کارخانه‌های مداری برای تولید دارو یا آلیاژهای ویژه، هتل‌های فضایی، کلونی‌سازی یا مسکونی‌سازی فضا، آسانسورهای فضایی و ده‌ها ایده هیجان‌انگیز دیگر خواهد برد.

## سرمایه‌گذاری
از آنجایی که فناوری فضایی، فناوریی رو به رشد در زمینهٔ صنایع ماهواره، ایستگاه فضایی، فضاپیما، شاتل و… بوده‌است و تا به امروز سوددهی قابل قبولی داشته‌است، این موضوعات توانسته سرمایه‌ها را به سمت این صنایع جذب کند. صنعت ماهواره که شامل رسانه‌ها و ارتباطات ماهواره ای، ماهواره‌های تحقیقاتی، ماهواره‌های مخابراتی، تلویزیون‌های ماهواره‌ای ،دیش‌های ماهواره‌ای و… می‌شود، سرمایه‌گذاری‌های قابل توجهی روی موارد ذکر شده در صنعت ماهواره می‌شود. سرمایه‌گذاری‌های انجام شده بر فناوری فضایی عمدتاً از سوی دولت‌ها بوده‌است و بخش خصوصی نقش به مراتب کم رنگ تری نسبت به دولت‌ها داشته‌است.